# アリゾナビバレッジ

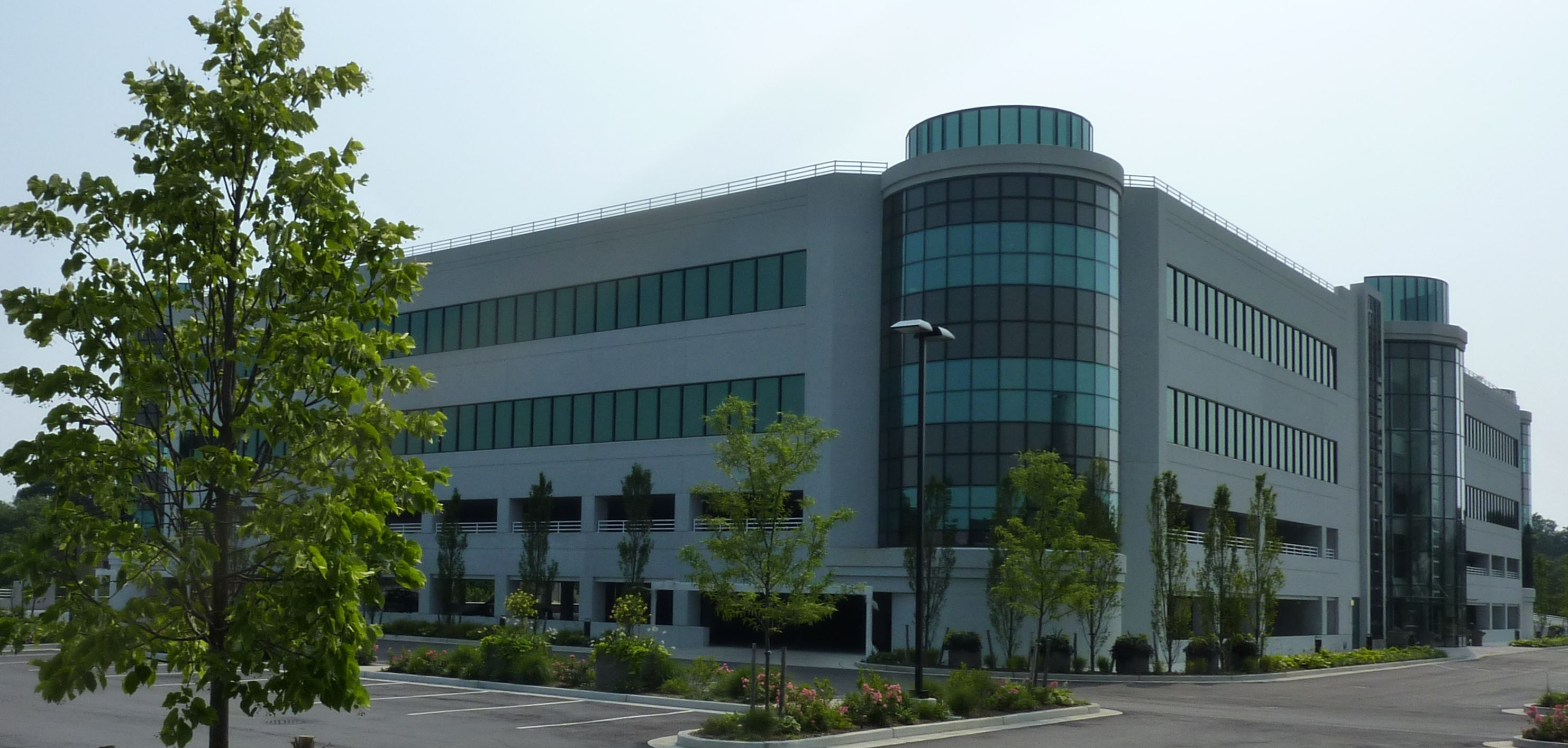
ニューヨーク州ウッドベリのアリゾナビバレッジ本社

アリゾナビバレッジ（Arizona Beverages USA、AriZona）は、ニューヨーク州ウッドベリにある、様々な風味のアイスティー、ジュースカクテルおよびエナジードリンクを製造するアメリカの飲料メーカーである。